# Euselasia micaela
Euselasia micaela is een vlindersoort uit de familie van de prachtvlinders (Riodinidae), onderfamilie Euselasiinae.
Euselasia micaela werd in 1902 beschreven door Schaus.